# 偰列篪
偰列篪，字世德，元朝畏兀儿人。祖先出身高昌回鹘，岳璘帖穆爾曾孙，合剌普華之孙，偰文質之子。因父在江西为官，于是定居龍興路南昌县。
至順元年（1330年）中進士，他由翰林待制擢升为潮州路潮陽县达鲁花赤，有惠政；至正年间，授为河南府路经历。红巾军攻南昌府城，偰列篪守北门，城将陷落，投井而死，妻子、儿子跟随殉难的有十一人。生前友人道士陳白雲将偰列篪一家埋葬。